# HD 15453
HD 15453，又名BD+08 385，SAO 110565、HR 725，是一颗恒星，视星等为6.07，位于銀經159.26，銀緯-46.27，其B1900.0坐标为赤經2h 24m 14.8s，赤緯+9° -46.27′ 9″。